# Jorge Mendoza Clavijo
Jorge Mendoza (Esmeraldas, Ecuador, 22 de junio de 1988) es un futbolista ecuatoriano. Juega de delantero y su equipo actual es 22 de Julio F. C. de la Serie B de Ecuador.

## Clubes
| Club              | País    | Año       |
| ----------------- | ------- | --------- |
| Juventus          | Ecuador | 2001      |
| Deportivo Quito   | Ecuador | 2004-2008 |
| UTC               | Ecuador | 2009      |
| Rocafuerte S. C.  | Ecuador | 2010      |
| UIDE              | Ecuador | 2012-2015 |
| Espoli            | Ecuador | 2015      |
| 22 de Julio F. C. | Ecuador | 2023-act. |

## Palmarés

### Campeonatos provinciales
| Título                          | Club              | País    | Año  |
| ------------------------------- | ----------------- | ------- | ---- |
| Segunda Categoría de Esmeraldas | 22 de Julio F. C. | Ecuador | 2024 |

### Campeonatos nacionales
| Título            | Club              | País    | Año  |
| ----------------- | ----------------- | ------- | ---- |
| Segunda Categoría | UTC               | Ecuador | 2009 |
| Segunda Categoría | 22 de Julio F. C. | Ecuador | 2024 |